# Gonzalo Sorondo
Gonzalo Sorondo Amaro (* 9. Oktober 1979 in Montevideo) ist ein ehemaliger uruguayischer Fußballspieler.

## Karriere

### Verein
Der Innenverteidiger begann seine Karriere 1997 Defensor Sporting. 2001 wechselte er in die Serie A zu Inter Mailand. In der Spielzeit 2003/04 spielte er bei Standard Lüttich. 20 Spiele (kein Tor) stehen für Sorondo in der Saison 2004/05 bei Crystal Palace in der englischen Premier League zu Buche. In den beiden Folgesaisons schloss er sich Charlton Athletic an und kam auf acht Erstligaeinsätze (kein Tor). Für Clausura und Apertura 2007 wechselte er zurück in die uruguayische Primera División zu Defensor Sporting. Noch im selben Jahr verließ er sein Heimatland erneut, um sich diesmal dem brasilianischen Verein Internacional Porto Alegre anzuschließen. Bei den Brasilianern feierte er den bislang größten Erfolg seiner Karriere, als er mit seinem Verein 2010 die Copa Libertadores gewann (neun Einsätze, ein Tor). Im Verlaufe dieses Wettbewerbs gelang ihm im Viertelfinale gegen das argentinische Team Estudiantes de La Plata auch ein Treffer. In seiner Zeit beim SCI sind für Sorondo mindestens 48 Einsätze in der Serie A bzw. in der Gaucho 1 (Serie A: 32 Spiele, vier Tore; Gaucho 1: 16 Spiele, zwei Tore) verzeichnet. Ende 2011 wechselte Sorondo zu Grêmio Porto Alegre, im Januar 2013 schloss er sich sodann Defensor Sporting an. Ohne dass er dort ein Ligaspiel absolvierte, wird er zu Apertura 2013 bei den Montevideanern als Abgang geführt.

### Nationalmannschaft
Sorondo spielte in der U-20-Nationalmannschaft Uruguays und wurde mit dieser bei der U-20-Südamerikameisterschaft 1999 in Argentinien Vize-Südamerikameister. Auch nahm er an der Junioren-Fußballweltmeisterschaft 1999 in Nigeria teil. In der uruguayischen U-23-Auswahl kam er beim „Torneo Preolímpico“ in Brasilien im Jahr 2000 in sieben Länderspielen (kein Tor) zum Einsatz. Sorondo gehörte auch der uruguayischen A-Nationalmannschaft an und absolvierte von seinem Debüt am 15. August 2000 bis zu seinem letzten Einsatz am 17. August 2005 27 Länderspiele (kein Tor). Er zählte bei der Copa América 2001 zum Kader und bestritt fünf Turnierspiele. Mit der Celeste trat er zudem bei der Fußball-Weltmeisterschaft 2002 in Japan und Südkorea an. Während des Turniers kam er zu drei Einsätzen.

## Erfolge
- Copa Libertadores: 2010
- Junioren-Vize-Südamerikameister 1999